# Джеймс Мога
Джеймс Джозеф Саїд Мога (англ. James Joseph Saeed Moga, нар. 14 червня 1983, Німуле) — південносуданський футболіст, нападник бангладеського клубу «Бразерс Юніон». Виступав, зокрема, за клуб «Іст Бенгал», а також національну збірну Південного Судану.

## Клубна кар'єра
Народився 14 червня 1983 року в місті Німуле, на північ від Південносудансько—Угандійського кордону. Футбольну кар'єру розпочав у скромному суданському клубі «Бейт Ель-Мал» (Омдурман). У 2000 році перейшов до іменитішого омдурманського клубу, «Аль-Хіляль», в якій того року взяв участь у 10 матчах чемпіонату. У тому ж році разом з командою виграв кубок Судану. По завершенні сезону перебрався до ОАЕ, в «Баніяс», проте в 2002 році повернувся в «Аль-Хіляль». У 2003 році знову став гравцем «Баніясу», а наступного року перейшов до іншого еміратського клубу, «Аль Рамс», в якому виступав протягом двох років.
У 2006 році повернувся до Судану, де підсилив «Аль-Меррейх», разом з яким 2006 та 2007 року вигравав кубок Судану. У 2009 році виїхав до Оману, де став гравцем місцевого клубу «Маскат», в якому провів один рік. Потім грав у «Муктіджодда Сангсад» з Бангладеш.

### «Спортінг» (Гоа)
Напередодні старту сезону 2011/12 років підписав контракт з клубом «Спортінг» (Гоа) з І-Ліги. У команді став одним з найкращих бомбардирів. Завдяки тому, що забивав майже в кожному зіграному матчі, інші індійські клуби виявляли бажання придбати Джеймса, в тому числі й «Пуне».

### «Пуне»
23 червня 2012 року підписав 1-річний контракт з представником І-Ліги «Пуне». 15 грудня 2012 року відзначився двома голами в переможному (5:1) поєдинку проти «Демпо» на стадіоні Неру. 22 грудня знову відзначився голом, цього разу в переможному (2:1) поєдинку проти «Праяг Юнайтед».

### «Іст Бенгал»
У червін 2013 року підписав 1-річний контракт з колкатським «Іст Бенгал». 24 вересня 2013 року відзначився голом в поєдинку 1/4 фіналу кубку АФК в Індонезії, завдяким чому вперше в історії клубу він дійшов до 1/2 фіналу змагання.

### «Катор»
У 2015 році підписав контракт з представником чемпіонату Південного Судану ФК «Катор».

### «Мохаммедан»
У січні 2016 року перейшов до «Мохаммедана» (Колката) з Другого дивізіону І-Ліги.

### «Маскат»
З 2018 по 2019 рік захищав кольори столичного оманського клубу «Маскат».

### «Бразерс Юніон»
У травні 2019 року уклав договір з «Бразерс Юніон», який виступає в Прем'єр-лізі Бангладеш.

## Виступи за збірні
2000 року дебютував в офіційних матчах у складі національної збірної Судану. Виступав за збірну в матчах кваліфікації чемпіонату світу 2002 та 2006 років.
Дебютним голом за збірну Південного Судану відзначився в товариському поєдинку проти кенійського клубу «Таскер», в рамках святкування незалежності Південного Судану від Судану. Відзначився першим голом за збірну Південного Судану в першому офіційному міднародному матчі збірної, проти Уганди (2:2)

### Голи за збірну Судану
Рахунок та результат збірної Судану в таблиці подано на першому місці.
| №  | Дата            | Місце                                       | Суперник     | Рахунок | Результат | Змагання                           |
| -- | --------------- | ------------------------------------------- | ------------ | ------- | --------- | ---------------------------------- |
| 1. | 18 червня 2000  | Стад де Омдурман, Омдурман, Судан           | Ліберія      | 1–0     | 2–0       | кваліфікація чемпіонату світу 2002 |
| 2. | 2 липня 2000    | Муніципальний Стадіон, Хартум, Судан        | Еритрея      | 2–1     | 6–1       | кваліфікація КАН 2002              |
| 3. | 25 лютого 2001  | Аль-Меррейх, Омдурман, Судан                | Гана         | 1–0     | 1–0       | кваліфікація чемпіонату світу 2002 |
| 4. | 10 березня 2001 | Національний стадіон, Фрітаун, Сьєрра-Леоне | Сьєрра-Леоне | 1–0     | 2–0       | кваліфікація чемпіонату світу 2002 |
| 5. | 3 June 2001     | Александрія, Александрія, Єгипет            | Єгипет       | 1–3     | 2–3       | кваліфікація КАН 2002              |

### Голи за збірну Південного Судану
Рахунок та результат збірної Південного Судану в таблиці подано на першому місці.
| №  | Дата              | Місце                                            | Суперник | Рахунок | Результат | Змагання              |
| -- | ----------------- | ------------------------------------------------ | -------- | ------- | --------- | --------------------- |
| 1. | 10 липня 2012     | Джуба, Джуба, Південний Судан                    | Уганда   | 2–2     | 2–2       | Товариський матч      |
| 2. | 27 листопада 2015 | Бахр-Дар, Бахр-Дар, Ефіопія                      | Малаві   | 1–0     | 2–0       | Кубок КЕСАФА 2015     |
| 3. | 28 березня 2017   | Джуба, Джуба, Південний Судан                    | Джибуті  | 2–0     | 6–0       | кваліфікація КАН 2019 |
| 4. | 28 березня 2017   | Джуба, Джуба, Південний Судан                    | Джибуті  | 3–0     | 6–0       | кваліфікація КАН 2019 |
| 5. | 22 квітня 2017    | Ель-Хаджи Хассан Гулед Аптідон, Джибуті, Джибуті | Сомалі   | 1–0     | 2–1       | кваліфікація ЧАН 2018 |
| 6. | 30 квітня 2017    | Джуба, Джуба, Південний Судан                    | Сомалі   | 2–0     | 2–0       | кваліфікація ЧАН 2018 |

## Досягнення
«Аль-Хіляль» (Омдурман)
- Кубок Судану
  -  Володар (2): 2000, 2002

«Аль-Меррейх»
- Кубок Судану
  -  Володар (2): 2006, 2007